# Зеленотілка металева
Зеленотілка металева (Somatochlora metallica) — вид бабок родини кордуліїд (Corduliidae).

## Поширення
Вид поширений в Європі, Західній і Середній Азії від Шотландії та Іспанії до Сибіру. На Україні вид зареєстрований в Західного Лісостепу, Прикарпатті, Карпатах і Закарпатті, в Житомирській, Київській, Полтавській, Донецькій та Херсонській областях. Звичайний і численний вид в Західній Україні, на сході країни представлений рідкісними і нечисленними популяціями.

## Опис
Бабка завдовжки 50-55 мм, черевце 37-40 мм, заднє крило 34-36 мм. Очі яскраво зелені. Забарвлення тіла зелене, металево блискуче. I і III тергіти мають жовті плями на передній частині. Боки грудей зеленого кольору. Жовті плями, що знаходяться з боків чола з'єднані між собою поперечною жовтою перев'яззю. Крила на передньому краї жовтуваті, особливо чітко це видно у самиць. Основа черевця у самиць блакитнувата. На II черевному сегменті у них є темне кільце, а на III сегменті — 2 великих білих плями.

## Спосіб життя
Імаго літають з кінця травня до початку жовтня. Бабки воліють стоячі або повільно поточні водойми оточені лісом, з багатою розвиненою зануреною або плаваючою рослинністю, але з крутими відкритими і голими берегами. Біля водоймищ іноді є індивідуальні мисливські ділянки самців, які захищають її від інших особин. Часто полюють на узліссях і галявинах, літаючи близько деревної і чагарникової рослинності. Яйця самки відкладають у торф, мох, скупчення мертвих рослин в прибережній зоні біля водоймищ. Личинки живуть на мулистому дні. Їх розвиток триває 2-3 роки.